# Nustalgia
Nustalgia, pubblicato nel 1996 su Musicassetta (VMC A38) e CD (CD 438), è un album discografico del cantante Mario Trevi.

## Il disco
L'album è una raccolta di brani napoletani classici interpretati da Mario Trevi. Gli arrangiamenti, composti con strumenti elettrofoni, sono assegnati al M° Eduardo Alfieri.

## Tracce
1. Nustalgia (Bonavolontà)
2. Suspiranno 'na canzone (Ruocco-De Mura)
3. Margellina (Bonagura)
4. 'O 'nfinfero (Cioffi-Cioffi)
5. O core vo fa sciopero (Grasso-Gozzoli)
6. Surriento dé 'nnammurate (Bonagura-Benedetto)
7. 'A zè maesta (Cioffi-Cioffi)
8. Pupazzetti (Pisano-Cioffi)
9. 'A rossa (Cioffi-Cioffi)
10. Manneme 'nu raggio 'e sole (Manlio-Benedetti)